# Alfa Romeo Tipo A
Alfa Romeo Tipo A Monoposto — перший одномісний перегоновий автомобіль, спроєктований італійською автомобільною компанією Alfa Romeo. Модель оснащувалась двома  шестициліндровими рядними (L6) двигунами марки 6C 1750, що встановлювались поряд і одну трансмісію. Двигуни розвивали потужність у 230 к.с. (172 кВт), максимальна швидкість автомобіля сягала 240 км/год (149 миль/год). При високій потужності приводу, сама модель автомобіля була важкою у керуванні й мала недостатню міцність конструкції.
Найбільше досягнення цієї моделі було зроблене на Кубку Ачербо у 1931 році, де Таціо Нуволарі прийшов до фінішу третім, а Джузеппе Кампарі переміг. У тому ж році в Монці під час тестового заїзду на Гран-прі Італії загинув Луїджі Арканджелі. Складна конструкція автомобіля у кінцевому підсумку привела до його низької надійності. В результаті В. Яно почав розробляти новий автомобіль, Tipo B (P3), щоб розв'язувати проблеми попередньої конструкції. 
Tipo A було виготовлено лише у чотирьох примірниках і тільки одна репліка збереглась в Історичному музеї Alfa Romeo в Арезе.

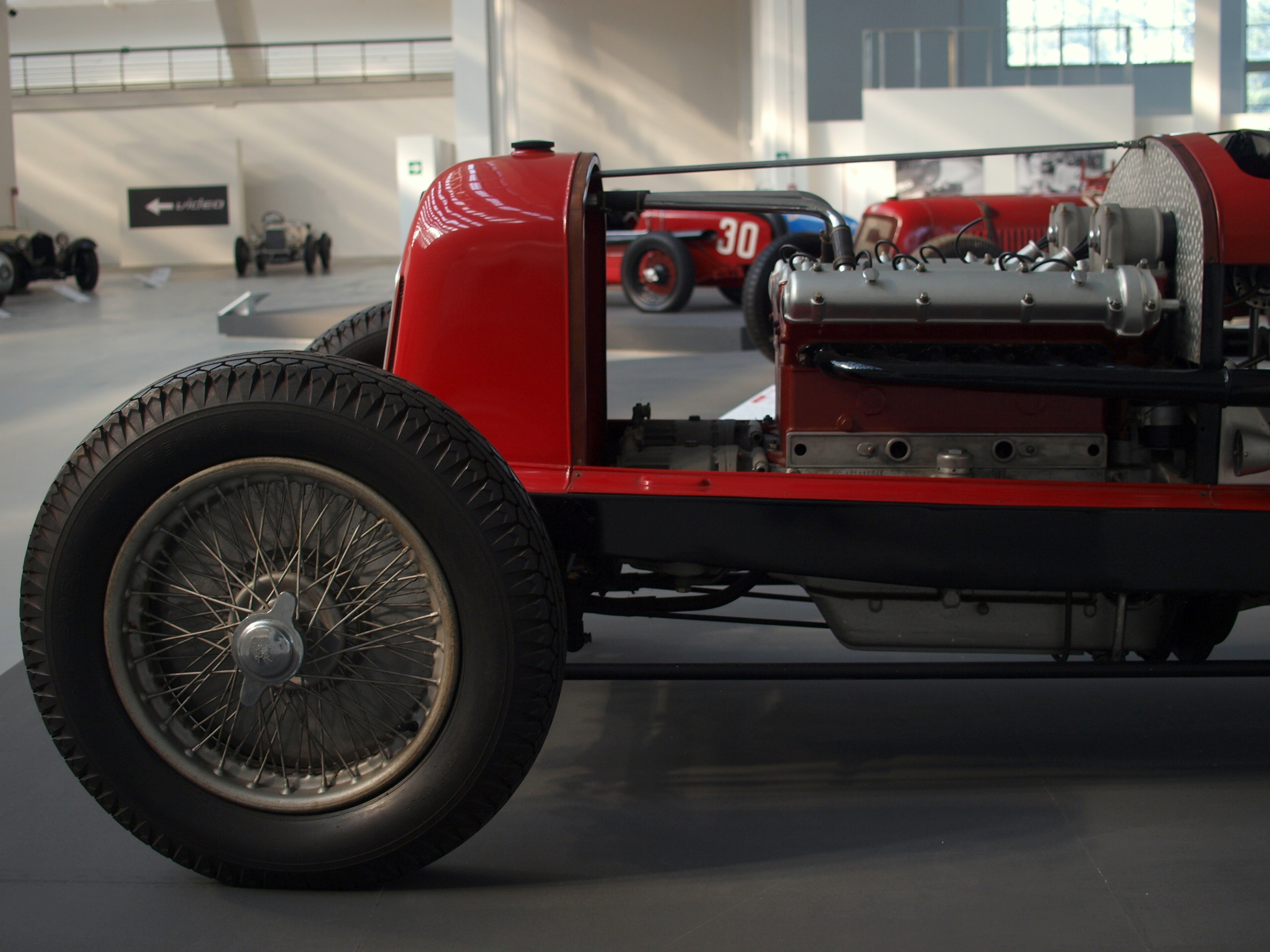
Двигуни Tipo A